# Vipera magnifica
Vipera magnifica är en ormart som beskrevs av Tuniyev och Ostrovskikh 2000. Vipera magnifica ingår i släktet Vipera och familjen huggormar. Inga underarter finns listade i Catalogue of Life.
Arten lever i en liten region i nordvästra Kaukasus i Ryssland. Den vistas i områden som ligger 700 till 1000 meter över havet. Habitatet utgörs av öppna skogar eller trädgrupper med ekar samt med gräs som undervegetation. Den besöker även bergsängar med glest fördelade buskar och med några kalkstensklippor.
På grund av bränder och ökad turism minskar artens population. Ungefär hälften av utbredningsområdet är ett biosfärområde. IUCN kategoriserar arten globalt som starkt hotad.